# Oratorio dell'Erta
L'oratorio dell'Erta, o 'La Madonna dell'Erta', o 'della neve', è un edificio sacro situato in località Erta a Montelupo Fiorentino, nei pressi della Villa Medicea dell'Ambrogiana.

## Storia e patrimonio artistico
La munificenza dei Medici si indirizzò anche ad episodi di devozione popolare, come il piccolo oratorio, in origine ampio tabernacolo viario quattrocentesco, posto all'importante crocevia tra le allora vie Pisana e Volterrana. Vi si venera un affresco ascrivibile a Paolo Schiavo, raffigurante la Madonna col Bambino tra Santi e Angeli e datato intorno al 1436, sulla base di puntuali affinità stilistiche riscontrabili con la produzione finora nota dell'artista, quale il tabernacolo presso villa Medici -ora Corsini- nelle vicinanze di San Piero a Sieve e quelle di Mercatale in Val di Pesa.
L'affresco quattrocentesco raffigura la Vergine nell'atto di allattare il Bambino assisa in un trono architettonico e coronata da una coppia di angeli adoranti e con due figure di Santi decurtati lateralmente, per cui soltanto per il Santo sulla sinistra con il saio marrone e il piede con le stimmate si può proporre l'identificazione con San Francesco. L'immagine, fino alla fine del novecento, era parzialmente occultata da un dorsale ligneo ottocentesco,
L'oratorio attuale fu edificato nell'ultimo decennio del secolo XVI per interessamento della Granduchessa Cristina di Lorena, moglie di Ferdinando I de' Medici, in coincidenza con l'acquisizione medicea della Villa dell'Ambrogiana. Grazie alla committenza granducale nella prima metà del XVII secolo, esso fu decorato con un ciclo pittorico con le Storie del Cristo (sul fondo: Gesù tra i dottori al tempio, Nascita di Maria; a sinistra: Ascensione di Cristo, Assunzione della Vergine; a destra: Crocifissione, Flagellazione), riferito in via ipotetica da Walfredo Simeoni alla cerchia di Bernardino Poccetti. Si ha inoltre notizia fra il 1632 e il 1637 di una tela coi Santi Cosma e Damiano, protettori la famiglia Medici, e la Madonna in gloria, scomparsa.
Nel XVIII secolo l'oratorio subì rilevanti danni strutturali per lo smottamento del terreno e, a partire dal 1765 si susseguono le relazioni allarmanti sullo stato di degrado dell'edificio, fino al crollo della volta del 1803.
Finalmente nel 1806, su decisione di Maria Luisa di Borbone reggente del Regno di Etruria, si intrapresero i lavori di restauro architettonico sotto la direzione di Pasquale Poccianti. Le decorazioni murali rappresentano nella fascia superiore Storie della Passione, e in basso a monocromo le Beatitudini evangeliche tratte dal Discorso della montagna di Gesù (Matteo 5, 1-12), eseguite dal pratese Luigi Catani che intervenne all'Erta in due fasi distinte a sensibile distanza di anni (1807 e 1826) seguendo la progressione del restauro architettonico. Le Storie di Cristo poste in alto vengono dipinte "imitando lo stile del Poccetti" e, come specifica lo stesso pittore, trasformando l'impostazione ovale seicentesca in rettangolare. Dipinse invece ex-novo a secco: i riquadri della contro-facciata (Discesa dalla croce, Deposizione nel sepolcro, Resurrezione con le tre Marie al sepolcro); nella pareti di destra (Andata al calvario) e sinistra (Discesa dello Spirito Santo); e la lunetta sopra il tabernacolo (Dio padre in gloria).
La volta è decorata con un motivo illusionistico a cassettoni con rosoni contraddistinti da un elemento dorato al centro. 

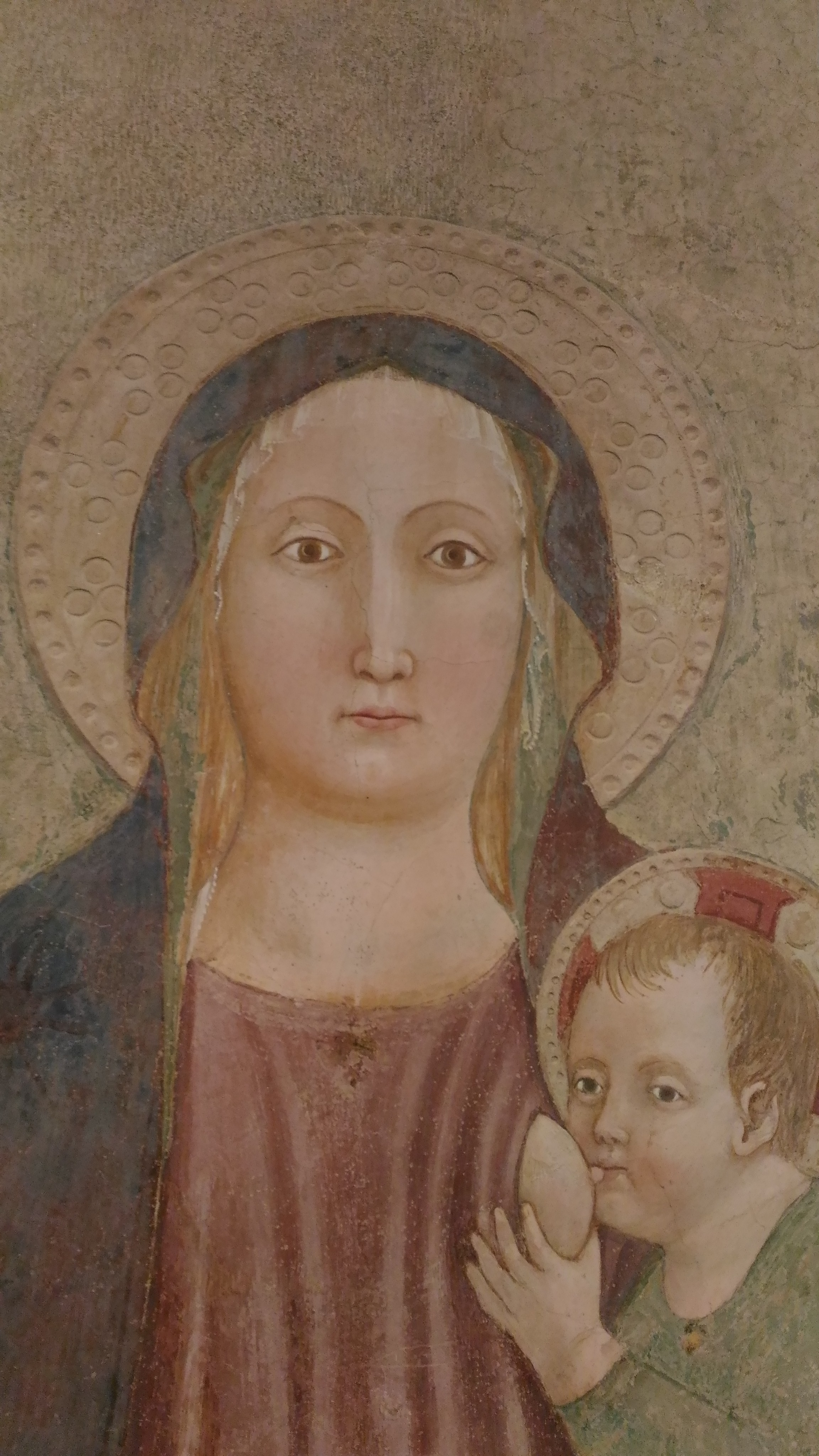
Particolare dell'affresco centrale ascrivibile a Paolo Schiavo, rappresentante la Madonna col Bambino tra Santi e Angeli, datato intorno al 1436

Nella contro-facciata su una targa ricollocata nel 1826 si legge la seguente iscrizione: “SACELLUM / MARIAE. ALMAE. DEI. GENITRICI / A. CHRISTINA. LOTHARINGIA. M.D. E. DICATUM / VETUSTATE. CORRUPTUM / M. ALOYSIA.REG. CURATRIX.REGNI ETRURIAE / NE. HONORES.DEIPARAE.QUOS.HEIC / HABEBAT.VICINITAS.INTERCIDERENT / SQUALORE. DETERSO. IN. ELEGANTI0REM.FACIEM / RESTITUITA. A. M.DCCC.VI”
L'8 dicembre 2016 è stato inaugurato un nuovo restauro architettonico e pittorico dell'oratorio, eseguito dalla Parrocchia dei SS. Quirico e Lucia all'Ambrogiana e di Don Angelo Gorini, alla presenza del Pievano Don Paolo Brogi, del Sindaco Paolo Masetti e della funzionaria della Sovrintendenza Cristina Gnoni Mavarelli.
L'oratorio fa capo alla Chiesa dei Santi Quirico, Lucia e Pietro d'Alcantara.